# Plagiolepis bicolor
Plagiolepis bicolor é uma espécie de formiga do gênero Plagiolepis, pertencente à subfamília Formicinae.